# قانون‌گریزی
قانون‌گریزی، فلسفه‌ای آنارشیستی است که ابتدا در اوایل قرن بیستم به مثابه یکی از پیامدهای آنارشیسم فردگرا در فرانسه، ایتالیا، بلژیک و سوئیس شکل گرفت. قانون‌ستیزان آشکارا شیوهٔ زندگی بزهکاری را برای خود برگزیدند.

## پیدایش
قانون‌گریزی نخستین بار در میان نسلی از اروپاییان رواج یافت که از ناآرامی دههٔ ۱۸۹۰ الهام گرفته بودند. در طول این ناآرامی، راواشول، امیل هنری، آگوست وایلان و کاسریو به اسم آنارشیسم و در قالب آنچه تبلیغات به وسیلهٔ عمل شناخته می‌شود، مرتکب جنایات جسورانه‌ای شدند.
تحت تأثیر نظریهٔ خودپرستی نظریه‌پرداز ماکس اشتیرنر، قانون‌ستیزان در فرانسه از آنارشیست‌هایی مانند کلمان دووال وماریوس ژاکوب که با نظریهٔ احیای فردی la reprise individualle (اقدام عملی در احقاق حقوق فردی با دزدی از ثروتمندان) دزدی را توجیه می‌کردند، جدا شدند. در عوض قانون‌ستیزان استدلال می‌کردند که اقدامات آن‌ها به مبنای اخلاقی نیاز ندارد. اعمال غیرقانونی نه به نام آرمانی برتر بلکه در جستجوی امیال شخصی انجام می‌گرفت. «در پاریس این فضای اجتماعی حول هفته‌نامهٔ لانارشی و کازریه پاپیولار (جلسات گروهی منظم که هر هفته در چندین مکان مختلف در پایتخت و اطراف آن برگزار می‌شد) که هر دوی آن‌ها توسط آلبرت لیبرتاد و همکارانش تأسیس شده بود، قرار داشت.»

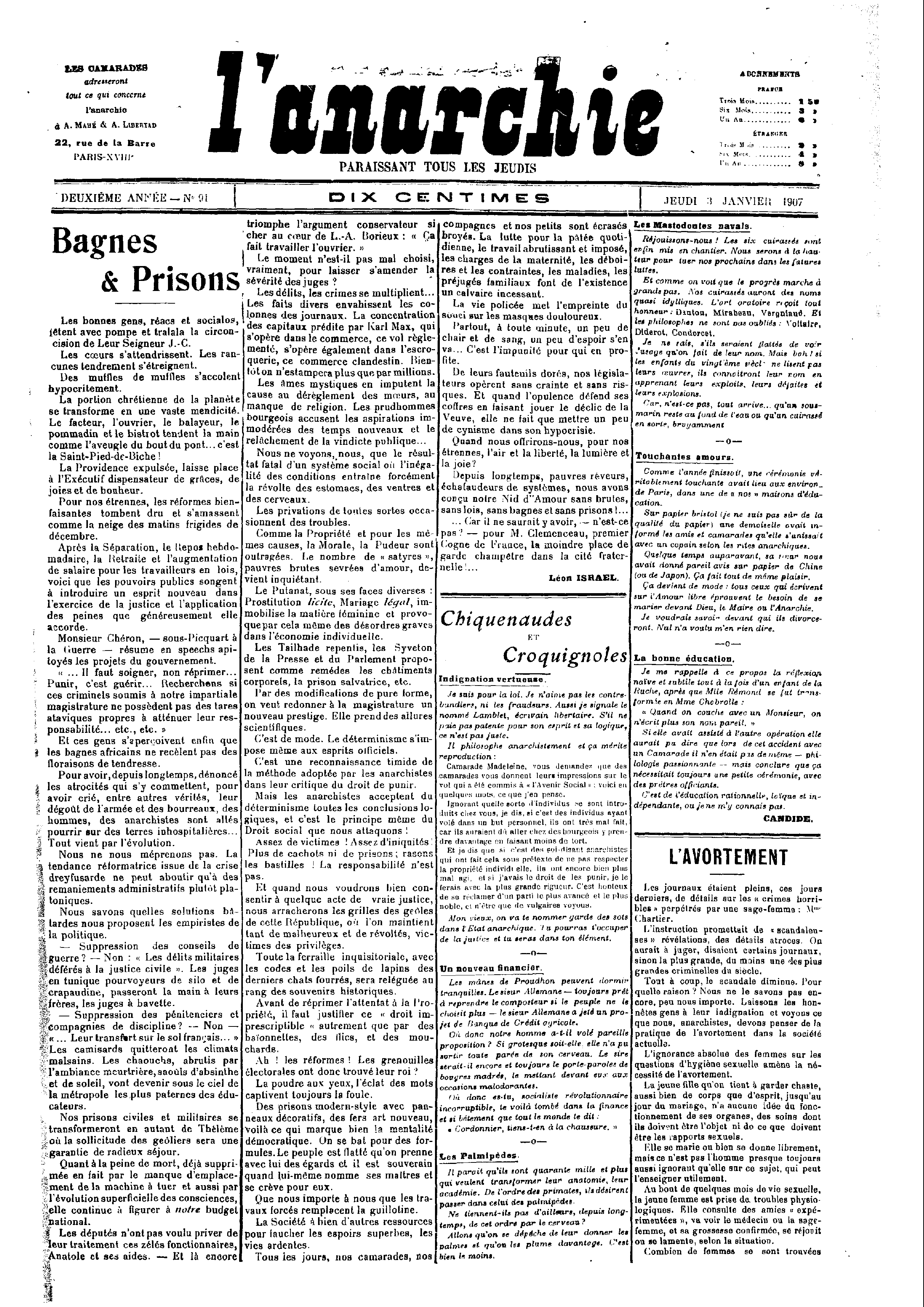
لانارشی ۳ ژانویه سال ۱۹۰۷

پس از آنکه‍کروپوتکین همراه با دیگران در پی تردیدهای اولیهٔ خود تصمیم گرفتند به اتحادیه‌های کارگری بپیوندند، "کمونیست‌های آنارشیست ضد سندیکایی باقی ماندند که در فرانسه حول نشریهٔ فرانسوی متعلق به سباستین فور با نام لو لیبرتار تشکیل گروه دادند. از سال ۱۹۰۵ به بعد همتایان روسی این کمونیست‌های آنارشیست ضد سندیکا به طرفداران پر و پا قرص تروریست اقتصادی و مصادره‌های غیرقانونی تبدیل شدند." قانون‌گریزی به منزلهٔ یک رویه پدیدار گشت و در درون آن اعمال بمب‌گذاران آنارشیست و مجریان ترور اشخاص ("تبلیغات به وسیلهٔ عمل") و سارقان آنارشیست ("باز تصاحب فردی") ناامیدی و وازنش شخصی آن‌ها نسبت به جامعه‌ای تحمل‌ناپذیر را به نمایش می‌گذاشت. به علاوه، هدف این اعمال آشکارا الگو قرار گرفتن برای دعوت به شورش بود. اما به عبارتی کمتر قابل توجه «در آن زمان این اصطلاح برای نشان دادن تمامی رویه‌های ممنوع شده توسط قانون نظیر زورگیری، سرقت، قاچاق، جعل پول و غیره که در حل و فصل مشکلات اقتصادی کمونیست‌ها مفید بود، به کار می‌رفت.»
چنین اقدامات شورشی که می‌توانست فردی باشند در بلند مدت به منزلهٔ اقدامات شورشی تلقی شدند که می‌توانستند آتش قیامی بزرگ را روشن کنند که منجر به انقلاب گردد. طرفداران و فعالان این تاکتیک از جمله شامل یوهان موست، لوییجی گالیانی، ویکتور سرژ، و سورینو دی جیووانی بودند. «در آرژانتین این گرایش‌ها در اواخر دههٔ ۲۰ و در طول دههٔ ۳۰ یعنی در دوران سرکوب شدید و عقب‌نشینی جنبش کارگران که زمانی قدرتمند بود رونق گرفت. این یک ناامیدی، هرچند قهرمانانه، از جنبشی منحط محسوب می‌شد.»

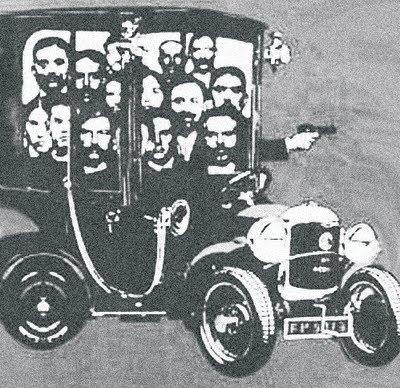
کاریکاتور از باند بونو گنگ

باند تبهکاران بونو گنگ مشهورترین گروهی بود که قانون‌گریزی را در پیش گرفت. بونو گنگ (La Bande à Bonnot) یک باند جنایتکاران آنارشیستی فرانسوی بود که در فرانسه و بلژیک در عصر بلپوک، از ۱۹۱۱ تا ۱۹۱۲ فعال بود. این باند متشکل از افرادی بود که خود را وابسته به فضای در حال پیدایش قانون‌گریزی می‌دانستند و از آخرین فناوری‌ها (از جمله خودرو و تفنگ‌های تکرارشونده) که حتی هنوز در اختیار پلیس فرانسه نبود، استفاده می‌کردند.
ابتدا این باند در مطبوعات صرفاً اتو بندیتز (تبهکاران اتومبیل‌سوار) نامیده می‌شد، باندی که پس از مصاحبهٔ ژول بونو در دفتر روزنامهٔ مشهور پریزیون، بونو گنگ لقب گرفت. شهرت متصور این باند تبهکار در گروه بعدها با مرگ پر سر و صدای ژول بونو در یک تیراندازی با پلیس فرانسه در نوژان-سور-مرن تقویت شد.

## انتقاد
طرفداری از قانون‌گریزی شکلی بسیار بحث‌برانگیز پیدا کرد و حتی در فضای آنارشیستی به خصوص توسط کسانی که سندیکاگرایی آنارشیستی را به اقدامات فردی مجزا از جنبش کارگری ترجیح می‌دادند، مورد اعتراض قرار گرفت. بسیاری از سوسیالیست‌ها استدلال کردند که قانون‌گریزی، تکرارکنندهٔ ذهنیت سرمایه‌داری و نشان‌دهندهٔ گرایش به سوی هیچ‌انگاری است.
ویکتور سرژ که زمانی طرفدار بانفوذ قانون‌گریزی بود، پس از دستگیری به جرم پناه دادن به تبهکاران بانو گنگ، به منتقد سرسخت قانون‌گریزی تبدیل گشت. او در کتاب خاطرات یک انقلابی از قانون‌گریزی با عنوان «خودکشی جمعی» یاد می‌کند. ماریوس ژاکوب نیز در سال ۱۹۴۸ بیان کرد: «فکر نمی‌کنم که قانون‌گریزی بتواند در جامعهٔ امروز آزادی‌بخش افراد باشد… اساساً قانون‌گریزی به منزلهٔ یک اقدام شورشی بیش از آنکه ریشه در عقاید داشته باشد، به خصلت افراد مربوط می‌شود.»

## تأثیر
قانون‌گریزی با جریان‌هایی همچون آنارشیسم شورش‌گرا و آنارشی پساچپ‌گرا به روز شده‌است. در سال‌های اخیر در اسپانیا و آمریکای لاتین کمپینی به نام یومانگو پدیدار شده که حامی دزدی از مغازه‌ها است و از این رو شکل امروزی احیای فردی محسوب می‌گردد.
هورست فانتاتسینی (زادهٔ ۴ مارس ۱۹۳۹ آلتنکسل، زارلاند، آلمان- متوفی ۲۴ دسامبر ۲۰۰۱ بولونیا، ایتالیا)، یک آنارشیست فردگرای[12][./Illegalism#cite_note-12 [12]] ایتالیایی-آلمانی بود که تا زمان مرگش در سال ۲۰۰۱ سبک زندگی و رویهٔ قانون‌گریزی را دنبال کرد. او عمدتاً به دلیل سرقت از بانک در نقاط مختلف ایتالیا و سایر کشورها بدنامی رسانه‌ای به دست آورد. در سال ۱۹۹۹ فیلم سینمایی !Ormai e fatta براساس زندگی او عرضه شد. (عنوان این فیلم به انگلیسی Outlaw ترجمه شده‌است اما ترجمهٔ دقیق عنوان اصلی عبارتست از !It's already done)